# Volker Bierbrauer
Volker Bierbrauer, né le 19 septembre 1940, est un archéologue et historien allemand de l'Antiquité tardive et du Haut Moyen Âge en Europe.

## Biographie
Volker Bierbrauer est né à Kirn, en Allemagne, le 19 septembre 1940. Il obtient son doctorat en préhistoire et histoire ancienne à l'Université Ludwig Maximilian de Munich en 1969. Il obtient son habilitation en 1977. En 1979, Bierbrauer est nommé professeur à l'Université de Bonn. De 1990 à 2006, il est titulaire de la chaire de préhistoire et de protohistoire à l'université Ludwig Maximilian de Munich.
Bierbrauer est connu pour ses recherches sur l'archéologie des Goths et des Lombards, et sur la question de la continuité entre la période antique et médiévale.
Bierbrauer est membre du comité directeur du projet « Transformation du monde romain », parrainé par la Fondation européenne de la science. En 2005, il devient membre à part entière de l'Académie bavaroise des sciences et des sciences humaines.

## Publications
- Die ostgotischen Grab- und Schatzfunde en italien, 1969
- Frühgeschichtliche Akkulturationsprozesse in den germanischen Staaten am Mittelmeer (Westgoten, Ostgoten, Langobarden) aus der Sicht des Archäologen, 1980
- Langobarden, Bajuwaren et Romanen dans les Alpes moyennes au 6. et 7. Année , 1993
- Archäologie et Geschichte der Goten vom 1. –7. Année , 1994
- Archäologie der Langobarden en italien, 2005
- Ethnie et mobilité au 5. Jahrhundert aus archäologischer Sicht , 2008